# Har Nezer
Har Nezer (hebreiska: הר נזר) är ett berg i Israel.   Det ligger i distriktet Norra distriktet, i den norra delen av landet. Toppen på Har Nezer är 756 meter över havet.
Terrängen runt Har Nezer är kuperad åt nordväst, men åt sydost är den platt.Runt Har Nezer är det tätbefolkat, med 636 invånare per kvadratkilometer. Närmaste större samhälle är Qiryat Shemona, 4,1 km nordost om Har Nezer. Trakten runt Har Nezer består till största delen av jordbruksmark.